# Ехидо
Ехидо (шп. El Ejido) град је у Шпанији у аутономној заједници Андалузија у покрајини Алмерија. Према процени из 2008. у граду је живело 80.987 становника.

## Становништво
Према процени, у граду је 2008. живело 80.987 становника.
| 1981.  | 1991.  | 2001.  | 2010.  |
| ------ | ------ | ------ | ------ |
| 41.700 | 41.374 | 57.750 | 85.389 |